# Association bretonne (conjuration)
Pour les articles homonymes, voir Association bretonne.
L'Association bretonne ou conjuration bretonne était une organisation contre-révolutionnaire implantée en Bretagne et fondée en juin 1791 par Armand Tuffin de La Rouërie. Le but de cette organisation était le retour des lois particulières de la Bretagne ainsi que le maintien de la monarchie. Cette association fut précurseur à la Chouannerie, d'ailleurs, plusieurs de ses adhérents comme Aimé du Boisguy, Vincent de Tinténiac ou Jean Chouan devinrent par la suite des officiers chouans. La Rouërie fit connaître son projet au comte d'Artois, qui l'approuva et, grâce à des armes, des canons et des uniformes fournis par les Anglais, La Rouërie comptait mettre sur pied une armée de 10 000 hommes. Mais, du fait de la défaite des Prussiens à la bataille de Valmy, il dut retarder l'insurrection. En outre, La Rouërie avait confié ses projets à son ami, le docteur Valentin Chevetel, sans se douter que celui-ci était devenu un proche de Danton. Chevetel dénonça La Rouërie, qui, traqué, mourut en janvier 1793, son cadavre fut exhumé par Lalligand-Morillon et sa tête tranchée. Douze autres membres de l'association furent guillotinés, dont Luc Jean Joseph Gouyon de Beauvais-Touraude et comte de Beaufort, avec le groupe de Malouins que Le Carpentier déféra au Tribunal révolutionnaire, le 20 juin 1794 (2 Messidor an II) et furent inhumés au cimetière de Picpus à Paris, où son gendre, Locquet de Granville, guillotiné un peu avant, était également inhumé. Mais de nombreux autres parvinrent à s'enfuir : ils deviendront les principaux chefs chouans.

## État-major
Liste établie d'après l'ouvrage de Ghislaine Juramie, La Rouërie, la Bretagne en Révolution.
- Commandant en chef : Armand Tuffin de La Rouërie
- Aides de camp : 
  - Gervais Marie Eugène Tuffin de La Rouërie
  - Aimé Picquet du Boisguy
  - Michel Alain Picot de Limoëlan
- État-major :
  - Vincent de Tinténiac, dit le Loup Blanc
  - Louis de La Haye-Saint-Hilaire, dit Le Uhlan
  - Charles de La Haye-Saint-Hilaire
  - Louis-Anne du Pontavice des Renardières
  - Toussaint du Breil de Pontbriand
  - André-Charles Le Bouteiller, dit Petit André
  - Leziard de La Villorée
  - Amateur-Jérôme Le Bras des Forges de Boishardy
  - Jean-Baptiste-Paul-Marie de Lantivy-Kervéno

## Texte du manifeste à la base de la conjuration
(Manuscrit inédit)

« Par ordres des Princes, avec l'accession des Bretons émigrés, pour l'honneur des associés et le bien de la province :
1) Il y aura par ville d'évêché six commissaires et un secrétaire pris dans les trois ordres autant que faire se pourra. Ils recevront leurs instructions du chef de l'association.
2) Dans chaque ville ou arrondissement il y aura des commissaire pris dans les trois ordres ; ils recevront généralement leurs instructions des commissaires d'évêché, lesquelles porteront : conformément aux instructions dictées le (?) et reçues le (?) du chef.
3) Les commissaires d'arrondissement ou de ville correspondront directement avec le chef ou indirectement par les commissaires de leur évêché… selon la promptitude plus ou moins grande que les circonstances  exigeront ; mais, dans le premier cas, ils instruiront les commissaires d'évêché en leur faisant part des objets importants de leur correspondance avec le chef.
4) Le chef fera connaître à messieurs les commissaires les personnes qui, en cas de son absence ou d'évènements imprévus, pourraient recevoir, donner et signer des intelligences et des instructions et le suppléer dans les courses et autres objets qui exigeraient en même temps son activité dans toutes les parties de la province.
5) Messieurs les commissaires et autres membres de l'association prendront les mesures les plus actives et en même temps les plus sages pour propager l'esprit et les vues patriotiques de l'association, pour y réunir toutes les personnes qui, par leurs moyens quelconques, peuvent y être utiles. Les moyens d'utilité sont des hommes et de l'argent. Ces objets doivent être préparés de manière qu'on puisse, vingt-quatre heures après l'avertissement, les faire partir pour un ou plusieurs lieux désignés.
6) L'objet de l'association est de contribuer essentiellement et par les moyens les plus doux au retour de la monarchie, au salut des droits de la province, celui des propriétés et l'honneur breton.
7) Les commissaires nommeront des députés choisis indirectement parmi eux et les autres associés pour se rendre à un rendez-vous général qui sera assigné.
8) Les commissaires feront parvenir le plus souvent qu'ils pourront au chef, l'état de leurs moyens actuels et de leurs espérances. Ils accompagneront cet envoi  de leurs conseils et des désirs de la partie de l'association à laquelle ils seront particulièrement attachés…
9) Tous les membres seront pénétrés de ce sentiment patriotique que la division des ordres ne peut donner à aucun des trois d'influence distinctive dans les opérations de l'association où tous les propriétaires, ayant à ce titre des avantages égaux à obtenir, doivent marcher main dans la main en se communiquant leur force individuelle pour composer une force générale dirigée avantageusement pour tous dans le même but.
10) Les commissaires et autres membres de l'association feront tous les efforts que le courage et la sagesse approuveront pour faire entrer dans l'association les milices nationales et les troupes de lignes.
11) L'organisation militaire sera réglée à temps. Il est essentiel que les commissaires et autres associés fassent, sans perdre de temps, leurs efforts pour acquérir des hommes populaires disposant de beaucoup de bras ; les premiers auront, pour être officiers dans les différents grades, des titres proportionnés au nombre d'hommes qu’ils feront parvenir au rendez-vous. À mesure que messieurs les commissaires auront acquis de ces hommes essentiels, ils enverront au chef leurs noms avec quelques remarques caractéristiques des degrés d'utilité dont ils peuvent être et de ceux de la confiance qu'on peut y mettre.
Bretagne, le 5 décembre 1791.
— Armand de La Rouërie »

## Note
1. ↑  Michel Pelé, Histoire et généalogie de la famille de Marcillé et de ses alliances, monographie éditée par Herdis 11, le tt.04. 10, p. 15, texte en ligne[réf. nécessaire].
2. ↑  Ghislaine Juramie, La Rouërie, la Bretagne en Révolution, Fernand Lanore, 1991, p. 83.
3. ↑  Archives nationales, W, 274.